# Mars 1M

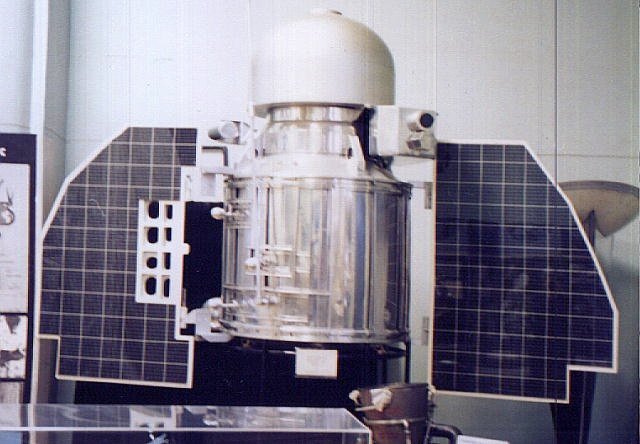
Tàu vũ trụ Mars 1M.

Mars 1M là một loạt hai tàu vũ trụ không người lái được sử dụng trong các sứ mệnh đầu tiên của Liên Xô để thăm dò Sao Hỏa. Mars 1M là những sứ mệnh đầu tiên của chương trình Mars. Phương tiện truyền thông phương Tây đã đặt tên cho tàu vũ trụ "Marsnik", từ ghép giữa Mars và Sputnik.

## Tàu vũ trụ
Mars 1M No.1, được biết đến ở phương Tây là Marsnik 1, Mars 1960A và Korabl 4, đã bị phá hủy trong một vụ phóng thất bại vào ngày 10 tháng 10 năm 1960. Một số nhà khoa học Liên Xô tham gia vào chương trình ở thời điểm đó tuyên bố không biết gì về sứ mệnh này, nói rằng chỉ có lần phóng thứ hai là một sứ mệnh Sao Hỏa được dự kiến. Tuy nhiên, V. G. Perminov, nhà thiết kế tàu vũ trụ hành tinh hàng đầu tại phòng thiết kế Lavochkin, tuyên bố rằng sứ mệnh này thực sự là một sứ mệnh Sao Hỏa và giống hệt với sứ mệnh sau này.
Mars 1M No.2, được biết đến ở phương tây là Marsnik 2, Korabl 5 và Mars 1960B, được phóng vào ngày 14 tháng 10 năm 1960.
Cả tàu vũ trụ Mars 1M đều được phóng bởi các tên lửa Molniya. Mars 1M No.2 đạt đến độ cao 120 km trước khi quay trở lại khí quyển Trái Đất.
Thủ tướng Liên Xô Nikita Khrushchev đã lên kế hoạch đưa các mô hình tàu vũ trụ thăm dò Sao Hỏa để trưng bày trong chuyến thăm của ông tới Liên Hợp Quốc trong tháng đó, nhưng do cả hai lần phóng đều thất bại, các mô hình này vẫn được đóng gói tại chỗ.